# ملویل (رود آیلند)
ملویل (به انگلیسی: Melville) شهری در ایالت رود آیلند کشور ایالات متحده آمریکا است که جمعیت آن در سرشماری سال ۲۰۱۰ میلادی، ۱٬۳۲۰ نفر بوده‌است.